# 拉普兰棘豆
拉普兰棘豆（学名：Oxytropis lapponica）为豆科棘豆属下的一个种。